# Gérard Canard
Gérard Canard (* 15. Mai 1935 in Villefranche-sur-Saône; † 7. Mai 2009 in Belleville (Rhône)) war ein französischer Weinproduzent, Weinfunktionär und -autor, Präsident des Beaujolais-Weinproduzenten-Verbands (Union interprofessionnelle des vins du Beaujolais) sowie Weinbotschafter des Beaujolais.

## Leben und Arbeit
Nach seinem naturwissenschaftlich ausgerichteten Abitur ging er 1955 an die École d’ingénieurs, Abteilung Landwirtschaft. Nach seinem Abschluss unterrichtete er an der Schule in Clermont-Ferrand, bevor er 1958 in die Reserveoffiziersschule in Cherchell eingezogen wurde. Bis 1960 diente er in Algerien und Marokko.
Noch im gleichen Jahr wechselte er zum Verband der Union interprofessionnelle des vins du Beaujolais (UIVB), den er bis 2002 als Generalsekretär vertrat. Bei seiner Gründung und damit sein Vorgänger war Jean Cuillermet (1893–1975). Der erste Vorsitzende war Joseph Descroix, ein Winzer in Lantignié und Dekan der Fakultät für Literatur in Poitiers. Der Verband vertritt etwa 4000 Winzer und 50 Weinhändler.
Ab Juni 1986 wurden mehrere Personen aus Lyon mobilisiert, um britische Bürger in ihrem Vorhaben zu unterstützen, zum frühstmöglichen Zeitpunkt Beaujolais Nouveau ins Vereinigte Königreich zu importieren. Die Idee von Amaury de Varax, Marketingleiter des Fremdenverkehrsamtes von Lyon, war es, „eine internationale Veranstaltung in der Rhône-Region anlässlich der Präsentation des Beaujolais Nouveau zu schaffen“. Die Tageszeitung Lyon Figaro unterstützte ihn, ebenso wie die Regionalleitung von Elf Aquitaine und die Straßenbaufirma Société chimique routière et d’entreprise générale (Screg) Sud-Est. Am 17. Oktober 1986 fand das letzte Vorbereitungstreffen im uralten Kellers des Château des Granges statt, an dem auch Henri de Rambuteau (1979–1991), Bürgermeister von Le Breuil und Gérard Canard teilnahmen. Am 20. November schließlich, um Mitternacht, machten sich 50 britische PKW-Besatzungen mit ihren Autos vom Weingut Rambuteau in der Gemeinde Le Breuil auf den Weg, um jeweils mehrere Kisten Beaujolais Nouveau nach London zu bringen. Dies war die erste Beaujolais Trade Travel.
Als Weinbotschafter war er bis zu seinem Lebensende „mit seiner grünen Schürze, seinem Hut, seiner schwarzen Jacke und seinem Becher in der Hand durch die Welt, um für den Beaujolais zu werben.“ „Im wesentlichen ist es ihm zu verdanken, die Weinregion Beaujolais weltweit bekannt gemacht zu haben.“ Er hinterließ seine vier Kinder Armand, Thierry, Pascale und Christelle.

## Veröffentlichungen
- 1998: La Fête du Beaujolais, Mot Passant
- 2000: Le Beaujolais émoi et… moi mit einem Vorwort von Paul Bocuse
- 2002: L’Adieu aux ceps… d’un ambassadeur du Beaujolais mit einem Vorwort von Georges Blanc
- 2005: Jeux de plume en Beaujolais

## Ehrungen
- 1997: Officier de l’ordre national du Mérite
- 2005: L’ordre national de la Légion d’honneur